# 오쿠키역
오쿠키역(일본어: 大久喜駅)은 일본 아오모리현 하치노헤시에 위치한 동일본 여객철도 하치노헤 선의 철도역이다. 단선 승강장 1면 1선의 구조를 갖춘 지상역이다.

## 역 주변
- 다네사시 해안

## 역사
- 1956년 12월 10일 : 개업.
- 1987년 4월 1일 : 일본국유철도 분할 민영화에 의해, 동일본 여객철도가 승계.
- 2015년 12월 1일 : 혼하치노헤 역 업무위탁화에 의한 역장 · 조역 배치 폐지에 의해, 하치노헤 역장 관리하에 둠.

## 인접 역
| 동일본 여객철도 하치노헤 선  | 동일본 여객철도 하치노헤 선 | 동일본 여객철도 하치노헤 선 |
| ---------------------------- | --------------------------- | --------------------------- |
| 다네사시카이간 하치노헤 방면 | ■ 하치노헤 선               | 가네하마 구지 방면          |